# 佐藤しのぶ (声優)
佐藤 しのぶ（さとう しのぶ、1964年6月22日 - ）は、日本の女優、声優。秋田県出身。劇団昴所属。

## 来歴
東京工学院専門学校卒業。

## 人物
趣味は舞台鑑賞全般（演劇・バレエ・オペラ等）。方言は秋田弁（県南部）。

## 出演

### テレビアニメ
1994年
- 幽☆遊☆白書（棗）

1995年
- CLUSTER EDGE（ジャスパー家親族）
- NINKU -忍空-（影阿弥〈レイラ〉）

1997年
- 名探偵コナン（1997年 - 2006年、清水奈々子、市川瑞枝、歩美の母、女将、中村 他）

1998年
- Weiß kreuz Glühen（如月文江学園長）
- DTエイトロン（ジェーン）

1999年
- 人形草紙あやつり左近（橘千鶴）
- GTO（相沢雅の母）
- ∀ガンダム（初老婆）

2000年
- 最遊記シリーズ（2000年 - 2022年、玉面公主 / マダム玉面、ヘイゼル〈子供〉）- 5シリーズ
- サクラ大戦TV
- 週刊ストーリーランド（大統領夫人）
- ブギーポップは笑わない Boogiepop Phantom（洋次の母）

2001年
- 犬夜叉（悟の母）
- ガイスターズ FRACTIONS OF THE EARTH（ラン・フィール）

2003年
- あたしンち（女性A）
- ウルトラマニアック（架地の母）
- スクラップド・プリンセス（ディアナ）
- 魔法遣いに大切なこと 〜夏のソラ〜（轟登喜子）

2007年
- 風のスティグマ（神凪深雪）

2008年
- 戦争童話 キクちゃんとオオカミ（妻）

2010年
- 夢色パティシエールSP プロフェッショナル（ベジターシャ）

2015年
- クレヨンしんちゃん（ひみつの母）

2016年
- チア男子!!（溝口の母）

2017年
- 血界戦線 & BEYOND（キャスリーン・ベイツ）

2022年
- 殺し愛（アンナ・ダンクワース）

2023年
- THE MARGINAL SERVICE（メイド）
- 夢見る男子は現実主義者（奥さん）
- 新しい上司はど天然（祖母）

### 劇場アニメ
- 蒼い記憶 満蒙開拓と少年たち（1993年、河村春江）
- 名探偵コナン 世紀末の魔術師（1999年、歩美の母）
- キノの旅 何かをするために -life goes on.-（2005年、中年の女）
- 劇場版 NARUTO -ナルト- ブラッド・プリズン（2011年、申）

### OVA
- 銀河英雄伝説外伝 決闘者（2000年、クリスティーネ・フォン・リッテンハイム）

### ゲーム
- カドゥケウス ニューブラッド（2008年、マーシー・ブルーム）
- 幽☆遊☆白書 100%本気バトル（2020年、棗）
- グランブルーファンタジー（2024年、指スラババ）

### ドラマCD
- PON!とキマイラ（女子アナ）

### 吹き替え

#### 担当女優
メリッサ・レオ
- エンド・オブ・ホワイトハウス（ルース・マクミラン国防長官）
- エンド・オブ・キングダム（ルース・マクミラン国防長官）
- ハイド・アンド・シーク 暗闇のかくれんぼ（ローラ）※テレビ東京版
- プリズナーズ（ホリー・ジョーンズ〈メリッサ・レオ〉）※ソフト版

#### 映画
- アイ・アム・レジェンド（アリス・クルピン博士〈エマ・トンプソン〉）※テレビ朝日版
- アイドル・ハンズ（デビ〈ヴィヴィカ・A・フォックス〉）
- 愛の奴隷（マリア・エレナ）
- 愛の妖精 アニーベル（リンダ）※ソフト版
- アウト・オブ・サイト（モーゼル・ミラー〈ヴィオラ・デイヴィス〉）※ソフト版
- 悪魔の恋人（ローラ・ウォーカー〈エイミー・ブレネマン〉）
- 悪魔の棲む家・最終章/ザ・ポルターガイスト（クレア・マーティン）
- アザー・ピープルズ・マネー（アンジェリ）
- アサシン クリード（エレン・ケイ〈シャーロット・ランプリング〉）
- アビス
- アメリカン・スプレンダー（アリス・クイン、ジョイスを演じる役者〈モリー・シャノン〉）
- アメリカン・パイシリーズ（ジムの母〈モリー・チーク〉）
  - アメリカン・パイ
  - アメリカン・サマー・ストーリー
  - アメリカン・パイ3:ウェディング大作戦
- アメリカン・プレジデント（ベス・ウェイド）
- 嵐が丘（フランセス・アーンショー）
- アラン・スミシー・フィルム（アン・グローヴァー〈サンドラ・バーンハード〉）
- ある貴婦人の肖像（ヘンリエッタ・ストックポール〈メアリー＝ルイーズ・パーカー〉）
- 暗殺の瞬間（リサ）
- アンタッチャブル（キャサリン・ネス〈パトリシア・クラークソン〉）※ソフト版・テレビ朝日版
- アンブレイカブル（オードリー・ダン〈ロビン・ライト〉）※ソフト版
- 愛しのローズマリー（ジェン）
- インデペンデンス・デイ（マリリン・ホイットモア〈メアリー・マクドネル〉[7]）※テレビ朝日版
- ヴァンパイア・イン・ブルックリン ※フジテレビ版
- ウェドロック
- ウォルター少年と、夏の休日（メイ〈キーラ・セジウィック〉）※ソフト版
- ウソから始まる恋と仕事の成功術（アンナの母）
- 宇宙戦争
- 麗しのサブリナ（エリザベス・タイソン〈マーサ・ハイヤー〉）※ソフト版
- 噂のテディ・ロビン/美女・美女スパイにご用心!（エルシー〈エルシー・チャン〉）
- エアフォース・ワン（メラニー・ミッチェル副報道官）※日本テレビ版
- エアポート'03（アンドレア・マキンロイ〈ナンシー・チェンバース〉）
- エアポート2001（アン・プレスコット）
- エグゼクティブ・プロテクション（ヘレン・アンデソン〈マリー・リチャードソン〉）
- エディー 勝利の天使（クロディーヌ〈リサ・アン・ウォルター〉）
- エドtv（ジル〈エリザベス・ハーレイ〉）
- エバーラスティング 時をさまようタック（フォスター夫人〈エイミー・アーヴィング〉）
- オータム・イン・ニューヨーク（サラ〈シェリー・ストリングフィールド〉）
- 踊れトスカーナ!（セルヴァッジャ・クァリーニ）
- オペレーション・ワルキューレ（ニナ・フォン・シュタウフェンベルク）
- オンリー・ユー（フェイスの母）
- カーラの結婚宣言（キャロライン・テイト〈ポピー・モンゴメリー〉）
- GARMWARS ガルム・ウォーズ（キアクラ艦長[8]）
- カンザス・シティ（ネティ・ボルト〈ジェーン・アダムス〉）
- キックボクサー（看護師）
- 気まぐれな狂気（ドナ・モアランド）
- キンダガートン・コップ（ジョイス・パルミエリ〈ペネロープ・アン・ミラー〉）※テレビ朝日版
- クアドロフォニア -多重人格殺人-（キャスパー〈シェリル・クロウ〉、アイリーン〈メグ・フォスター〉）
- クイズ・ショウ（トビー・ステンペル〈ヨハン・カルロ〉）
- グッド・ウィル・ハンティング/旅立ち（キャシー）
- クライモリ デッド・ホテル（アグネス・フィールズ）
- クラッシャー/大津波（ウィンズロー記者）
- クルーシブル（エリザベス・プロクター〈ジョアン・アレン〉）
- クレイドル・ウィル・ロック（ローズ）
- 黒馬物語 ブラックビューティー（ポリー・バーカー）
- ゲス・フー 招かれざる恋人（マリリン・ジョーンズ〈ジュディス・スコット〉）
- 拳神 KENSHIN（ウィン〈セシリア・イップ〉）
- ゴースト・オブ・マーズ（アクーシェイ〈ワンダ・デ・ジーザス〉）
- GO!フィギュア（ジンジャー）
- 恋する人魚たち
- 恋のトラブルメーカー（ドッティ〈テレサ・モウ〉）
- 交渉人（リンダ・ローニック）※テレビ朝日版
- 告発の行方（アンジェラ）※テレビ朝日版
- サージェント・ペッパー ぼくの友だち（コリンナ・フォン・ゴルデンタール）
- 13ウォーリアーズ（ウィロウ王妃〈ダイアン・ヴェノーラ〉）
- 最'愛'絶叫計画（ジェロー）
- サイコ（キャロライン〈リタ・ウィルソン〉）
- サウンド・オブ・サイレンス（サンドラ・キャシディ〈ジェニファー・エスポジート〉）※テレビ朝日版
- ザ・クリミナル（グレース）
- 誘う女（ジャニス・マレット〈イリーナ・ダグラス〉）
- ザ・ネスト（モーガン・ハバード博士）
- ザ・フラッシュ2（ゾーイ・クラーク〈コリンヌ・ボーラー〉）※VHS版
- サムサッカー（ウッド校長）
- サラの鍵（アリス）
- ザ・リスト 官能の罠（エリザベス・ミラー）
- 猿の惑星/キングダム（ダー[9]）
- ザ・ワイルド（ミッキー・モース〈エル・マクファーソン〉）※ソフト版
- 幸せになるためのイタリア語講座（カーレン）
- 幸せになるための27のドレス（モーリーン〈メロラ・ハーディン〉）
- JFK（ジャネット・ウィリアムズ）※ソフト版
- ジェシカおばさんの事件簿/南南西に進路を取れ（サラ・マクリーシュ）
- ジェシカおばさんの事件簿/寒い国から来た標的（ロレイン）
- ジェネラル/天国は血の匂い（フランシス・カーヒル）
- 16ブロック（ダイアン・モーズリー〈ジェナ・スターン〉）
- 死にたいほどの夜（ロージー）
- シビル・ウォー/キャプテン・アメリカ
- ジャイアント・ベビー ※日本テレビ版
- ジャングル・ジョージ（ベッツィ）
- ジャングル・ジョージ2（ベッツィ）
- ジャングル 2 ジャングル（マデリーン）
- 自由な女神たち（ヤドヴィガ・プショーニャック〈レナ・オリン〉）
- ジュマンジ（キャロル・アン・パリッシュ〈パトリシア・クラークソン〉）※新盤DVD・BD版
- ジョーズ（エレン・ブロディ〈ロレイン・ゲイリー〉）※ソフト版
- ジョーズ・アパートメント（フェザーストーン夫人）
- 娼婦ベロニカ（エレナ・フランコ）
- ジョンQ -最後の決断-（レベッカ・ペイン〈アン・ヘッシュ〉）※ソフト版
- 死霊のはらわたIII/キャプテン・スーパーマーケット（リンダ〈ブリジット・フォンダ〉）
- ジングル・オール・ザ・ウェイ（ライザ・ティッシュ）※フジテレビ版
- 真実の瞬間（フェリシア・バロン〈ロクサン・ドースン〉）
- 真実の行方（ナオミ・チャンス〈モーラ・ティアニー〉）
- スカーレット・レター（グッディ・ゴットウィック）
- スティーヴン・キング ファミリー・シークレット（ダーシー〈ジョアン・アレン〉）
- ストーリー・オブ・ラブ（ジョーニー・カービー）
- スパイ・ハード（ミス・チーヴァス〈マーシャ・ゲイ・ハーデン〉）
- スピーシーズ2（ローラ・ベイカー〈マーグ・ヘルゲンバーガー〉）※ソフト版
- スピード2（セレステ〈ロイス・チャイルズ〉）※ソフト版
- スポット（シャープ捜査官）
- セシル・B/ザ・シネマ・ウォーズ（シルヴィア・マロリー〈ミンク・ストール〉）
- セックス・アンド・ザ・バディ（トレイシー）
- SET IT OFF
- ゼロ・トレランス（ヘレン・アンデソン〈マリー・リチャードソン〉）
- ソーシャル・ネットワーク（グレッチェン）
- ゾンビコップ（ランディ・ジェームズ〈リンゼイ・フロスト〉）
- ダーティ・シェイム（ダイアン・ケンドリック）
- ターミナル・ベロシティ（ニュースキャスター）※ソフト版
- ターミネーター（サラの母）※テレビ東京版
- タイタンの戦い（マルマラ〈エリザベス・マクガヴァン〉）※劇場公開版
- ダイ・ハード3（コニー・コワルスキー〈コリーン・キャンプ〉）※テレビ朝日版
- 007シリーズ（マニーペニー〈サマンサ・ボンド〉）※テレビ朝日版
  - 007 トゥモロー・ネバー・ダイ[10]
  - 007 ワールド・イズ・ノット・イナフ
  - 007 ダイ・アナザー・デイ
- タッカー
- ダブル・ジョパディー（アンジー・グリーン〈アナベス・ギッシュ〉）※ソフト版
- ダブルチーム（マリア・トリフィオリ〈ヴァレリア・カヴァッリ〉）※ソフト版
- ダンス オブ テロリスト（リオサ）
- 超能力者ユリ・ゲラー（ユリの母）
- ツイスター（メリッサ・リーヴス博士〈ジェイミー・ガーツ〉）※ソフト版
- D.N.A.V（スーザン〈エマ・サムズ〉）
- D2 マイティ・ダック（店のマネージャー〈コンスタンス・マッキャシン〉）
- ディープ・フィアー（エヴァ・レーマン）
- ディア・ブラザー（ブレンダ・マーシュ〈クレア・デュヴァル〉）
- ディアボリーク 悪魔の刻印（リオバ）
- デイライト（マデリーン・トンプソン〈エイミー・ブレネマン〉）※ソフト版、（ブルーム）※テレビ朝日版
- 天国の口、終りの楽園。（マベル）
- デンジャーサイン/あなたが聞こえない（グレース）
- 天と地（キム）
- トーク・レディオ
- トール・テイル/パラダイス・ヴァレーの奇跡（サラ・ハケット〈モイラ・ハリス〉）
- トゥームレイダー2（シュウメイ）※ソフト版
- ドクター・ジャガバンドー（ロリ〈シオバン・ファロン〉）
- ドグマ（セレンディピティ〈サルマ・ハエック〉、シスター〈ベティー・アバーリン〉）
- ナイト ミュージアム/エジプト王の秘密（ローズ〈アンドレア・マーティン〉）
- ナッシング・トゥ・ルーズ（アン・ビーム〈ケリー・プレストン〉）
- 南極物語
- ネゴシエーター（デビー）※ソフト版
- ネットフォース（メーガン・マイケルズ）※ソフト版
- ネバーエンディング・ストーリー3 ※ソフト版
- NOLA ニューヨークの歌声（ノラの母）
- ハード・ボイルド 新・男たちの挽歌（テレサ〈テレサ・モウ〉）※ソフト版
- バートン・フィンク（オードリー・テイラー〈ジュディ・デイヴィス〉）※BD・DVD版
- バーブ・ワイヤー/ブロンド美女戦記（コーラD）※ソフト版
- ハイスクール・ミュージカル（ガブリエラの母）
- ハイスクール・ミュージカル/ザ・ムービー（ガブリエラの母）
- 橋の上の娘（イレーヌ）
- バスターのバラード（ミセス・フラナリー）
- 8月のメモワール（ストラップフォード先生〈クリスティーン・バランスキー〉）
- バッド・ガールズ（アニータ・クラウン〈メアリー・スチュアート・マスターソン〉）※ソフト版
- バットマン & ロビン Mr.フリーズの逆襲（ゴシップ・ガーティ）※ソフト版
- 花の影（シウイー）
- バニラ・スカイ（レベッカ・デアボーン〈ティルダ・スウィントン〉）
- パパがママでママがパパ!?（サラ・アンダーソン〈ヴィヴィカ・A・フォックス〉）
- ハプニング（教頭先生）
- ハリー・ポッターシリーズ（ナルシッサ・マルフォイ〈ヘレン・マックロリー〉）
  - ハリー・ポッターと謎のプリンス[11]
  - ハリー・ポッターと死の秘宝 PART1
  - ハリー・ポッターと死の秘宝 PART2
- 張り込みプラス（バーバラ・バーンサイド〈シャロン・モーン〉）※ソフト版
- パリの恋人（レティ）※ソフト版
- ハンテッド（アビー・デュレル〈コニー・ニールセン〉）※ソフト版
- ビーグル犬 シャイロ（スー）
- ビッグ・フィッシュ（ジェニファー・ヒル / 魔女〈ヘレナ・ボナム＝カーター〉）※ソフト版
- ピノキオとゼペット（青の妖精〈ジュリア・ルイス＝ドレイファス〉）
- 秘密と嘘（ジェーン）
- ビューティフル・ガールズ（サラ・モリス）
- フェア・ゲーム（ジョディ・カークパトリック〈ヨハン・カルロ〉）
- フェノミナン（エラ）
- フォレスト・ガンプ/一期一会（ドロシー・ハリス〈シオバン・ファロン〉、レノア）※ソフト版・フジテレビ版
- プライベートレッスン 青い体験（マダム・ウェルテル）
- ブラス!（サンドラ）
- ブラック・マスク（ユーラン〈フランソワーズ・イップ〉）
- ブラッド・ワーク（コーデル夫人）※テレビ東京版
- プランケット&マクレーン（エステラ・ダーシー〈クレア・ラッシュブルック〉）
- フリージャック
- プリンセス・プロテクション・プログラム（局長）
- フル・コンタクト（ヴァージン）
- ブレア・ウィッチ・プロジェクト
- プレッシャー/壊れた男（マージ）
- プレデター2（レオナ・カントレル刑事〈マリア・コンチータ・アロンゾ〉）※テレビ朝日版
- ブロス リターンズ/やつらはふたたび帰ってくる（マリア・モロー）
- ブロンクス 破滅の銃声（キャシー）
- ブロンド・ライフ（ロリー・ルーベン）
- ベティ・サイズモア（ベティ・サイズモア〈レネー・ゼルウィガー〉）
- ヘブンズ・プリズナー（ロビン・ギャディス〈メアリー・スチュアート・マスターソン〉）※VHS版
- ベル ある伯爵令嬢の恋（アシュフォード夫人〈ミランダ・リチャードソン〉）
- ヘルハザード/禁断の黙示録（ホリー・テンダー）
- ボーデロ・オブ・ブラッド/血まみれの売春宿（リリス）
- 吠えるチビ犬ちゃん（イライザ・ヴァン・デューセン）
- ぼくはゴーディ（ゴーディのママ）
- ホスピタル・アンダー・シージ
- ボブ・クレイン 快楽を知ったTVスター（アン・クレイン〈リタ・ウィルソン〉）
- 微笑みをもう一度（ボビー＝クレア）
- ポワゾン（エミリー・ラッセル）※ソフト版
- マイライフ・アズ・ア・ドッグ（ベリット）
- マスク2（クレア）※劇場公開版
- マックスQ（リナ・ウィンター〈パジェット・ブリュースター〉）
- マラソン（ギョンスク〈キム・ミスク〉）
- ミート・ザ・フィーブル 怒りのヒポポタマス（デイジー）
- ミッション:インポッシブル（サラ・デイヴィス〈クリスティン・スコット・トーマス〉）※テレビ朝日版
- ミッション: 8ミニッツ
- ミッシング・ガン（ハン）
- ミュータント・タートルズ（ジューン）※VHS版
- メイド・イン・アメリカ（寿司屋の給仕）
- メッセージ・イン・ア・ボトル（リーナ・ポール〈イリーナ・ダグラス〉）
- モール・ラッツ（イヴァンナ〈プリシラ・バーンズ〉）
- やさしい嘘（ルシコ）
- 野獣特捜隊（シャオトウ）
- ユー・ガット・メール（ジリアン・クイン〈カーラ・シーモア〉）※ソフト版、（モーリーン）※フジテレビ版
- 誘拐騒動/ニャンタッチャブル（ジュディ・ランドール〈ベス・アームストロング〉）※VHS版
- 夜明けのゾンビ（イヴ〈ディー・ウォレス〉）
- 40男のバージンロード（ジョイス〈ジェーン・カーティン〉）
- ラウンダーズ（バーバラ〈メリーナ・カナカレデス〉）
- ラストダンス（リンダ、フランシス、ルイーズ）
- ラブ & ドラッグ（ジーナ）
- ラブいぬベンジー はじめての冒険（クレア）
- ラブ・オブ・ザ・ゲーム（キシャ・バーチ）※ソフト版
- ラベジャー（デス）
- リターン・トゥ・パラダイス（ベス・イースタン〈アン・ヘッシュ〉）
- レイジング・ブレット 復讐の銃弾（ドリー・グリーン〈ビヴァリー・ダンジェロ〉）
- レッド・スパロー（ニーナ・エゴロワ〈ジョエリー・リチャードソン〉）
- 恋愛小説家（ジャッキー〈イヤードリー・スミス〉）※DVD・VHS版
- ロード・トゥ・パーディション（アニー・サリヴァン〈ジェニファー・ジェイソン・リー〉）
- ロミオとジュリエット（キャピュレット夫人）※テレビ東京版
- ワイルドグリズリー（レイチェル・ハーディング〈ミシェル・グリーン〉）
- わが心の友 愛犬デヴォン（パウラ〈カレン・アレン〉）
- WASABI（ミコ・コバヤシ）※ソフト版
- 私がケーキを焼く理由（ターシャ）

#### ドラマ
- アウトバーン・コップ（アンナ・エンゲルハルト〈シャルロット・シュヴァーブ〉）※日活版
- アガサ・クリスティー ミス・マープル
  - 親指のうずき（ネリー・ブライ）
  - 殺人は容易だ（ジェシー・ハンブルビー〈ジェマ・レッドグレイヴ〉）
- アグリー・ベティ4（イブ〈ドナ・マーフィー〉）
- アンディ・マック（セリア・マック〈ローレン・トム〉）
- アンネ・フランク（ミープ・ヒース〈リリ・テイラー〉）
- ER緊急救命室 #3,9（※役名表記無し）、#12,13（タリタ）、#21（ブラム〈スーザン・マーソン〉）、#24（ラファティ夫人〈ジュリー・カーメン〉）
- ER III 緊急救命室 #7（マリオン〈ジョーン・マクマートリー〉）、#20（パーマー夫人〈ホリー・スミス〉）
- ER IV 緊急救命室 #14（ヘミングス〈ジェシカ・タック〉）
- ER V 緊急救命室 #2,3,4,22（ヨン〈フリーダ・フォー・シェン〉）、#9（ギルダ・ベルヌッチ〈ヴィヴェカ・デイヴィス〉）
- ER VII 緊急救命室 #11（ジュリー・ハンブリー〈ウェンディ・ガゼル〉）
- ER VIII 緊急救命室 #4（フルム〈スーザン・アンジェロ〉）
- ER XI 緊急救命室 #19,21（シェリー〈ケイティ・ミッチェル〉）
- ER XV 緊急救命室 #15（ジョアニー・ムーア〈ヘディ・バーレス〉）
- WITHOUT A TRACE/FBI 失踪者を追え!（ピーターソン）
- S.O.F. シーズン2 #16（ヴェロニカ）
- エバーウッド 遥かなるコロラド（ジュリア・ブラウン〈ブレンダ・ストロング〉）
- エレメンタリー4 ホームズ&ワトソン in NY #21（アイダ・タルト〈キャスリーン・マクネニー〉）
- エレメンタリー6 ホームズ&ワトソン in NY #14（ブリジット・タナカ〈スージー・ナカムラ〉）
- キャッスル 〜ミステリー作家は事件がお好き（ブリー・ブッシュ）
- GALACTICA/ギャラクティカ（ローラ・ロズリン大統領〈メアリー・マクドネル〉）
- ギルモア・ガールズ（リズ）
- キング・オブ・キングス（ジョゼフィーヌ・ド・ボーアルネ〈イザベラ・ロッセリーニ〉）※ソフト版
- グッド・ドクター 名医の条件
  - シーズン1 #16（エマ・ニュートン）
  - シーズン4 #17（マリアン・クラーク）
- グッド・ワイフ（ローレン・チャタラム〈エリザベス・マーヴェル〉、マンディ）
- クリミナル・マインド7 FBI行動分析課（ジェナ・ドーラン）
- クリミナル・マインド 特命捜査班レッドセル（ローフォード夫人、レポーター）
- グレイズ・アナトミー6（バンクス夫人〈パメラ・リード〉）
- クロウ ウィッチクロウ（シェリー・ウェブスター）
- 刑事ナッシュ・ブリッジス（ケリー・ウェルド〈セレナ・スコット・トーマス〉）※テレビ東京版
- 刑事マルティン・ベック ロゼアンナ（カリン・ラーソン）
- コーヒープリンス1号店
- コールドケース7 ザ・ファイナル（レイチェル・マローン〈テレサ・ラッセル〉）
- ザ・ハンガー シーズン1 #11（ミミ〈マリ＝ジョゼ・クローズ〉）
- ザ・ホワイトハウス（マンディー）
- ザ・ユニット 米軍極秘部隊（シャーロット・ライアン〈レベッカ・ピジョン〉）
- CSI:11 科学捜査班（グロリア〈トレイシー・エリス・ロス〉）
- CSI:ニューヨーク1,2（ジェーン・パーソンズ〈ソーニャ・ヴァルゲル〉）
- CSI:マイアミ8（アマンダ・コリンズ〈シェリル・ラッド〉）
- シークエスト2（ウェンディ・スミス）
- ジェシカ・ジョーンズ シーズン2（レスリー・ハンセン）
- 新アウターリミッツ（ディリア〈タバサ・セント・ジェルマン〉）
- SUITS/スーツ（アニタ・ギブス〈レスリー・ホープ〉）
- スタートレック:ディープ・スペース・ナイン（ジャッジア・ダックス〈テリー・ファレル〉）
- スティーヴン・キングのランゴリアーズ（ドリス・ハートマン）※NHK版
- そして誰もいなくなった（エミリー・ブレント〈ミランダ・リチャードソン〉）
- 太陽を抱く月
- ダメージ（ナンシー）
- 第一容疑者3 朽ちた野望（ジェシカ・スマイジー）
- 第一容疑者7 裁かれるべき者（レイチェル・スキナー）
- チャームド 〜魔女3姉妹〜（ジラ）
- TAKEN（アン・クロフォード〈ティナ・ホームズ〉）
- トンイ（チョン・グィイェ〈チョン尚宮〉〈キム・ヘソン〉）
- ナイトシフト3 真夜中の救命医 #10（ジェイレン・ドーソンの母〈ロビン・ワイガート〉）
- ハリーズ・ロー 裏通り法律事務所
- ふたりは最高!ダーマ&グレッグ
  - シーズン3 #4（アニータ〈マリッサ・ジャレット・ウィノカー〉）
  - シーズン4 #9（リディア）
- プライベート・プラクティス4（ジャッキー、エレン）
- ブラインドスポット3 タトゥーの女（カミール・ムーン〈キャスリーン・マクネニー〉）
- フラッシュフォワード
- ペニー・ドレッドフル 〜ナイトメア 血塗られた秘密〜（マダム・カーリー）
- 弁護士イーライのふしぎな日常（マーシー・クライン）
- ボディ・オブ・プルーフ2 死体の証言（グウェン）
- 名探偵モンク シーズン4 #4、シーズン5 #7
- メディア王 〜華麗なる一族〜（ジェリー）
- 誘拐交渉人（ソフィー・キング〈ナターシャ・リトル〉）
- 誘拐交渉人 裏切りの陰謀（ソフィー・キング〈ナターシャ・リトル〉）
- ラスト・エージェント（ジョイ・ヘッドリ－、ヘレン・ヴェンドラー〈ジュリエット・ミルズ〉）
- リゾーリ&アイルズ ヒロインたちの捜査線（アリシア・セナ）
- LAW&ORDER:クリミナル・インテント（バーブ・ウィンダミア）
- 私の名前はキム・サムスン
- 私はラブ・リーガル（クレア・ポーター〈キャシー・ナジミー〉）

#### テレビ番組
- 「チャングムの誓い」で学ぶ宮廷料理（ナレーション）

#### アニメ
- おさるのジョージ（フェリシア）
- ジミー・ニュートロン 僕は天才発明家!（ジュディ・ニュートロン）
- シュレック
- シュレック2
- バグズ・ライフ（フローラ先生）
- バットマン（ステラ）
- ファンタスティック Mr.FOX（Mrs.フェリシティ・フォックス〈メリル・ストリープ〉）

### テレビドラマ
- 大人は判ってくれない
- 火曜サスペンス劇場
  - 「京都山口殺人事件」
  - 「アリバイの穴」
- 疑惑法廷 弁護士水城邦子
- 中学生日記
- 100の資格を持つ女〜ふたりのバツイチ殺人捜査〜11（2016年） - 徳永昌子

### テレビ番組
- 衛星美術館（レポーター）
- 西田ひかるの痛快人間伝 -Dashing life story-

### 映画
- 星に語りて〜Starry Sky〜（2019年）

### 舞台
1989年
- エデンの東（1989年 - 1991年）

1990年
- かもめ
- はだかの王様（1990年 - 1991年）
- 眠れる森の美女

1991年
- クリスマスキャロル（1991年 - 2010年、フェジウィッグ夫人、クラチット夫人 他）
- フォスター物語

1992年
- 昔の女

1993年
- アルジャーノンに花束を（1993年 - 2020年、ウィンズロウ、パン屋の主人ドナー）
- 八人の犬士たち

1995年
- 沈黙-SILENCE-（1995年 - 1998年、モニカ 他）

1997年
- 十二夜（マリーア）

1999年
- 夏の砂の上
- 紙屋悦子の青春（悦子）

2000年
- 海と日傘（佐伯直子）

2001年
- 嘆きの天使（グステ）

2002年
- ゆうれい貸屋（お雪）

2003年
- 煙が目にしみる（2003年 - 2007年、乾幸恵）

2004年
- 羅城門（沙金）
- 恋の片道切符（中原睦子）

2005年
- 長男（マカールスカヤ）
- 見果てぬ夢（武登志子）

2006年
- チャリング･クロス街84番地（2006年 - 2016年、セシリー・ファー）

2007年
- ボールは高く雲に入り（黒澤）

2013年
- 親の顔が見たい（2013年 - 2015年、八島操）

2015年
- ホテル・スイート（ミリー・マイケルズ）

2019年
- 南吉野村の春（やす江）

2024年
- とりつくしま

### ナレーション
- 三省堂 中学校国語教科書 指導用教材CD

### ボイスオーバー
- 地球ドラマチック「古代エジプト 王女の墓の謎」

### VP
- 企業インナー用映像
- 文化庁VP

### シリーズ一覧
1. ↑  『幻想魔伝 最遊記』（2000年）、『最遊記RELOAD』（2003年 - 2004年）、『最遊記RELOAD GUNLOCK』（2004年）、『最遊記RELOAD BLAST』（2017年）、『最遊記RELOAD -ZEROIN-』（2022年）